# Горки (Ореховское сельское поселение)
Горки — деревня в Ореховском сельском поселении Галичского района Костромской области России.

## География
Деревня расположена на берегу реки Хотенка.

## История
Согласно Спискам населённых мест Российской империи в 1872 году село Приселок Горки относилось к 1 стану Галичского уезда Костромской губернии. В нём числилось 37 дворов, проживало 94 мужчины и 137 женщин. В 1833 году тщанием прихожан в селе построена каменная православная церковь Святителя и Чудотворца Николая c 3 престолами: 1-й - во имя Святителя и Чудотворца Николая 2-й - на правой стороне - во имя Рождества Св. Иоанна Предтечи, 3-й - на левой стороне - во имя Святой мученицы Параскевы Пятницы.
Согласно переписи населения 1897 года в селе Горки проживало 305 человек (142 мужчин и 163 женщины).
Согласно Списку населённых мест Костромской губернии в 1907 году село Горки относилось к Костомской волости Галичского уезда Костромской губернии. По сведениям волостного правления за 1907 год в нём числилось 58 крестьянских дворов и 337 жителей. В селе имелась школа, 2 кузницы, овчинный завод. Основными занятиями жителей села, помимо земледелия, были малярный и плотницкий промыслы.
До муниципальной реформы 2010 года деревня также входила в состав Костомского сельского поселения.

## Население
| 2008 | 2010 | 2012 | 2014 |
| ---- | ---- | ---- | ---- |
| 4    | ↗39  | ↘3   | ↘2   |